# Ethmia chrysopygella
Ethmia chrysopygella is een vlinder uit de familie grasmineermotten (Elachistidae). De wetenschappelijke naam is voor het eerst geldig gepubliceerd in 1846 door Kolenati.
De soort komt voor in Europa.